# Ante Starčević
Dr. Ante Starčević, magyarosan:  Dr. Starcsevics Antal (Veliki Žitnik (Gospić közelében), 1823. május 23. – Zágráb, 1896. február 28.) horvát politikus és publicista. Kezdetben az illír mozgalom híve. Eugen Kvaternikkel a Jogpárt egyik megalapítója és programjának megfogalmazója. Jelmondata: „se Bécsnek, sem Pestnek”, azaz a horvátság egyik felé se igazodjon. A horvátok a "Nemzet Atyjaként" tisztelik. Karrierje folyamán egyre élesebb retorikát használt.

## Életútja
Tanult Klanjacban és Zágrábban. Mint növendékpapot Ožegović zenggi püspök a pesti központi papnevelőbe küldötte. A papi pályát otthagyván, 1848-ban Pesten bölcsészetdoktorrá avatták. A zágrábi jogakadémián a bölcsészet és történelem tanszékére pályázott és noha a vizsgálatot fényes sikerrel megállotta, Strossmayer püspök befolyására mellőzték, ami mély és maradandó elkeseredéssel töltötte el Strossmayer és a bécsi udvari párt ellenében, melynek az előbbi szóvivője volt. Ekkor, noha nem volt jogász, Schramm Lipót ügyvédi irodájába lépett és szabad idejét tanulással és politikai röpiratok irásával töltötte, melyben Ausztria, a szerbség és pánszlávizmus ellen és a nagy-horvát eszme mellett elkeseredett harcot folytatott. 1861-ben Fiume vármegye főjegyzője lett és lapidáris irályban, nyers modorban írt politikai színezetű előterjesztései rendkívüli feltűnést keltettek. Mint a grobniki kerület országos képviselője Eugen Kvaternikhez a horvát jogi párt vezéréhez csatlakozott és csakhamar ezen párt vezére és lelke lett. 1861. június 26-án tartott nagyszabású beszédében e párt programjául azt hirdette: Horvátországot Magyarországgal csak a perszonálunió köti, másban mindenben szabad; Ausztriához semmi köze, azzal még a perszonálunió sem kapcsolja össze. Az országgyűlés befejeztével fiumei jelentései miatt izgatással vádolták és a zágrábi törvényszék főjegyzői hivatala elvesztésére és három havi fogságra itélte, melyet a szeptemvirális tábla egy hóra leszállított és ő a fogságot 1863-ban le is ülte. 1865-ben a zágrábi III. kerületet képviselte az országgyűlésen. 1878-ban fordulat állott be politikájában, mely a jogpárt irányára is befolyással volt: Oroszország és a pánszlávizmus mellett nyilatkozott, ami a jogi pártot a Strossmayer-párttal közelebb hozta, de a régi ellenszenv, amely a két férfiú rohicsi találkozása után sem szűnt meg, az egyesülést meggátolta. 1878-ban a ludbregi kerületet képviselte; emlékezetes ezen országgyűlés David Starčevićnak Héderváry bánnal való afférja miatt.

## Emlékezete
Az 1993-ban kiadott 1000 kunás bankjegyen az ő képe található.
Gyulai Pál 1889-ben írt Napirend című versében is megemlékezik a politikusról:
"Szakítunk a mult világgal,/
Széchenyivel és Deákkal/
S eszményképünk Starcsevics!"